# Kapellbrücke
Kapellbrücke (nghĩa đen: Cầu Nhà nguyện) là một cầu đi bộ bằng gỗ bắc chéo qua sông Reuss tại thành phố Lucerne, miền trung Thụy Sĩ. Tên cầu được đặt theo tên nhà nguyện của Thánh Phêrô. Kapellbrücke là cầu gỗ có mái che cổ nhất Châu Âu còn tồn tại, cũng như là cây cầu có bộ khung giàn lâu đời nhất trên thế giới còn tồn tại. Cầu được xem như là biểu tượng của thành phố và là một trong những điểm tham quan du lịch chính của Thụy Sĩ, và là cây cầu độc nhất vô nhị vì bên trong cầu chứa những bức tranh được gắn lên từ thế kỷ 17, miêu tả sự kiện từ lịch sử của Lucerne và những truyền thuyết về 2 vị thánh bảo trợ của thành phố là St. Leodegar và St. Mauritius.
Cây cầu nguyên thủy được xây dựng từ năm 1333 nhưng một vụ cháy xảy ra vào năm 1993 đã làm nhiều phần của cầu và phần lớn các bức tranh bị phá hủy. Năm 1994, cây cầu được phục hồi với chi phí khoảng 2,1 triệu USD, các bức tranh cổ được tu bồi và một số tranh đã được thay thế hoặc sao chép vì không thể phục hồi được.

## Lịch sử

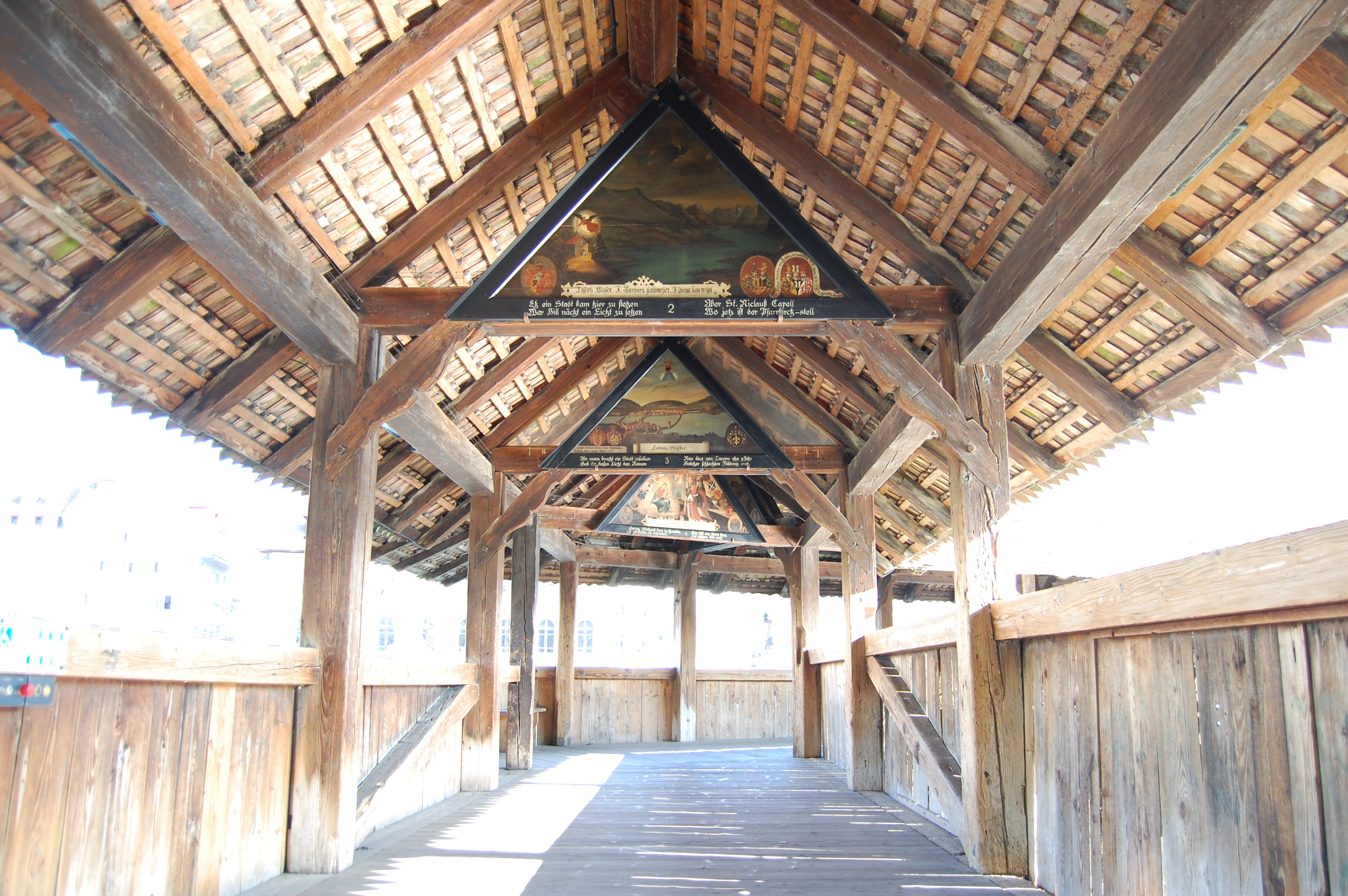
Trên cầu

Ở giữa hồ và là một phần của khu phức hợp cầu, có một tháp hình bát giác cao 140 ft (43 m) là Wasserturm ("tháp nước"), tuy nhiên, tòa tháp không phải là một tháp chứa nước theo nghĩa thông thường, nhưng được gọi như vậy từ thực tế là tòa tháp đang đứng trong nước. Tòa tháp có trước cây cầu khoảng 30 năm. Trong suốt nhiều thế kỷ, tháp được sử dụng như một nhà tù, phòng tra tấn, và sau đó là một kho lưu trữ của thành phố.
Trong thực tế, Lucerne (Luzern) là duy nhất vì có ba cây cầu cho người đi bộ bằng gỗ, thế kỷ 14 với Hofbrücke (nay đã bị phá hủy) và Kapellbrücke và thế kỷ thứ 16 với Spreuerbrücke, cả ba đều đặc trưng là có các bức tranh trong khung hình tam giác. Tính năng này không lặp lại ở bất kỳ cầu bằng gỗ nào khác của châu Âu. Các bức tranh, có niên đại từ thế kỷ 17 bởi họa sĩ Công giáo tại địa phương là Hans Heinrich Wägmann, miêu tả các sự kiện từ lịch sử của Lucerne. Trong số 158 bức tranh ban đầu, tổng cộng 147 còn tồn tại trước vụ cháy năm 1993, Sau trận lửa, phần còn lại của 47 bức tranh đã được thu thập, và cuối cùng chỉ có 30 bức được khôi phục hoàn toàn.

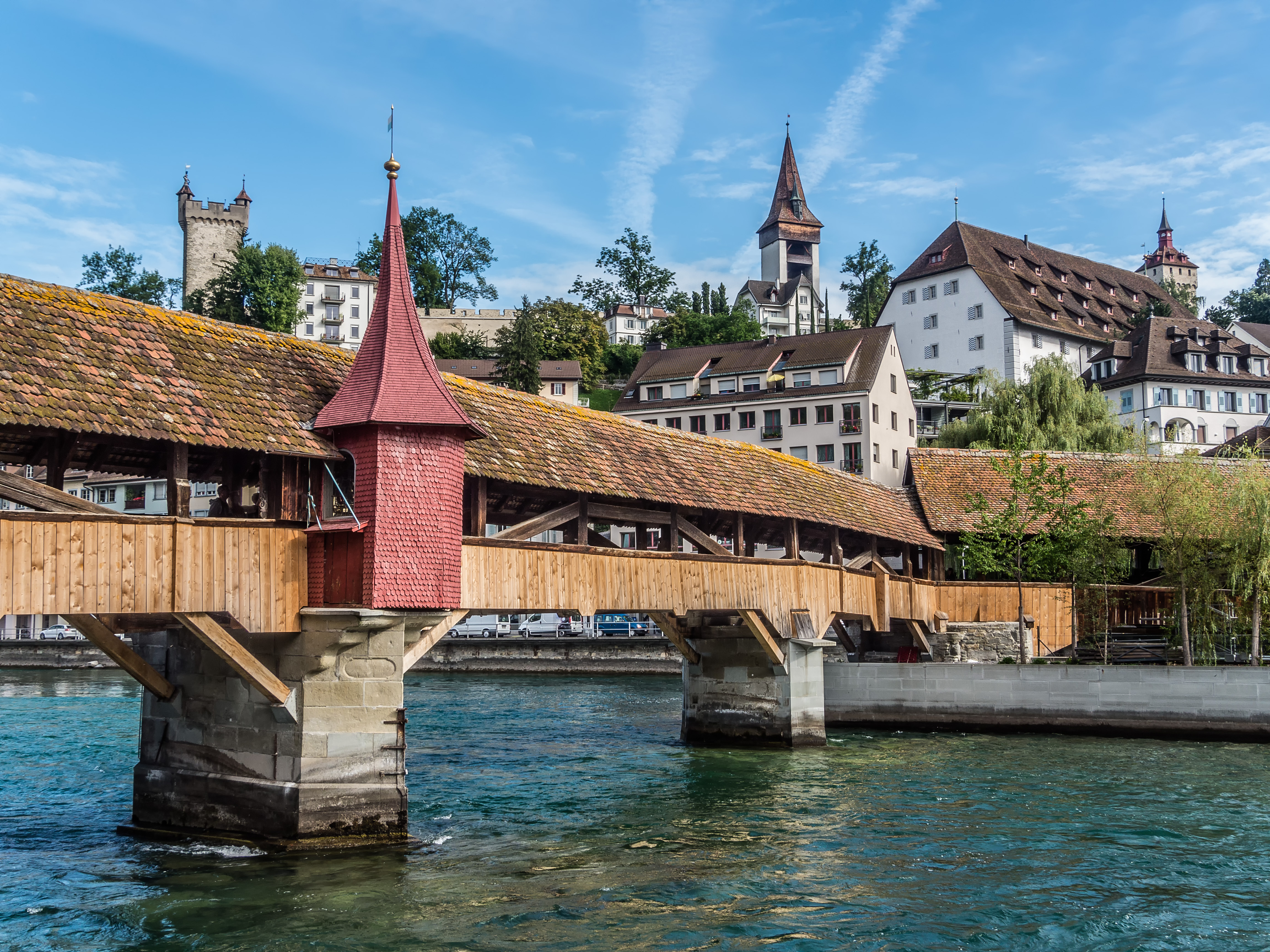
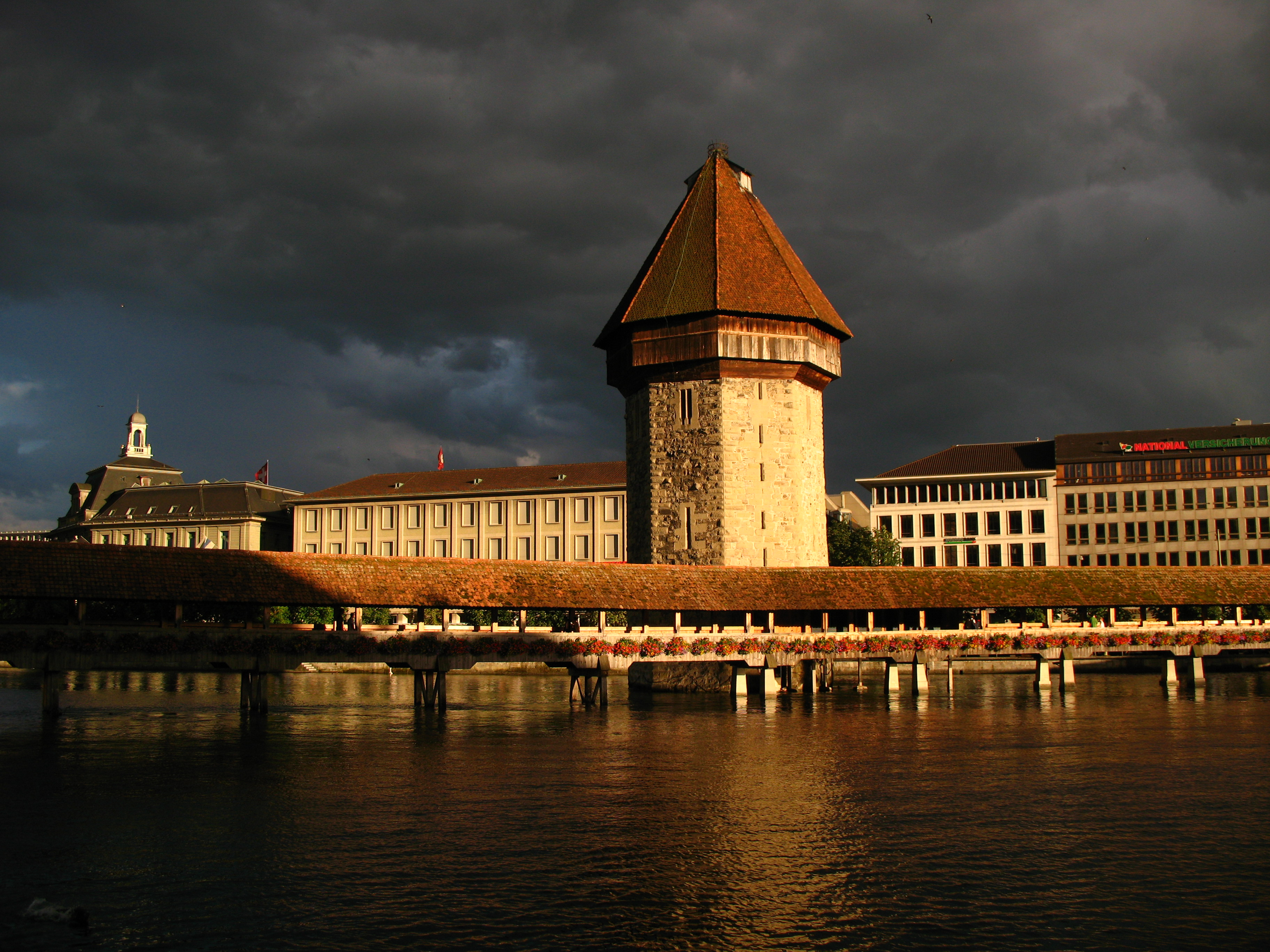
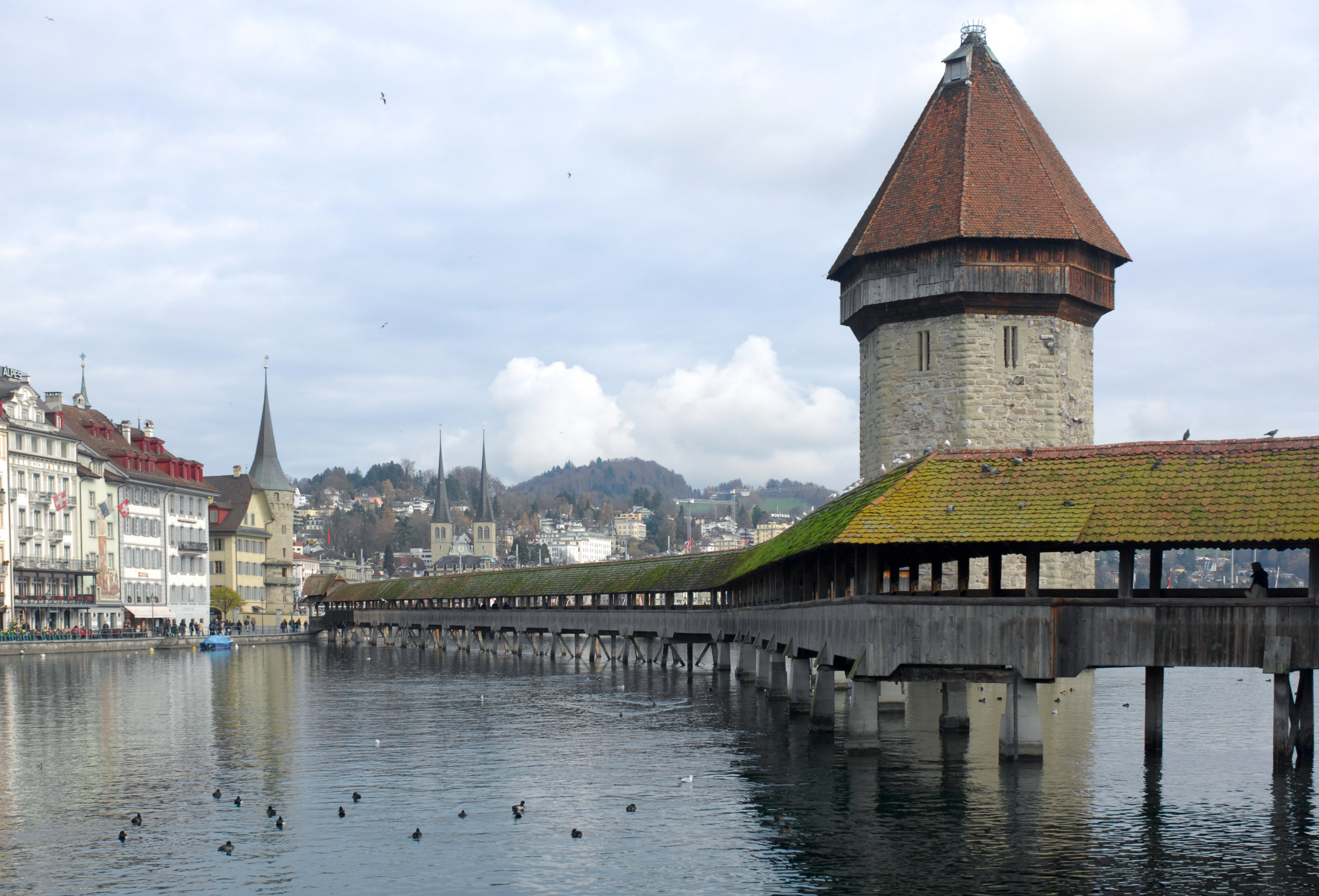
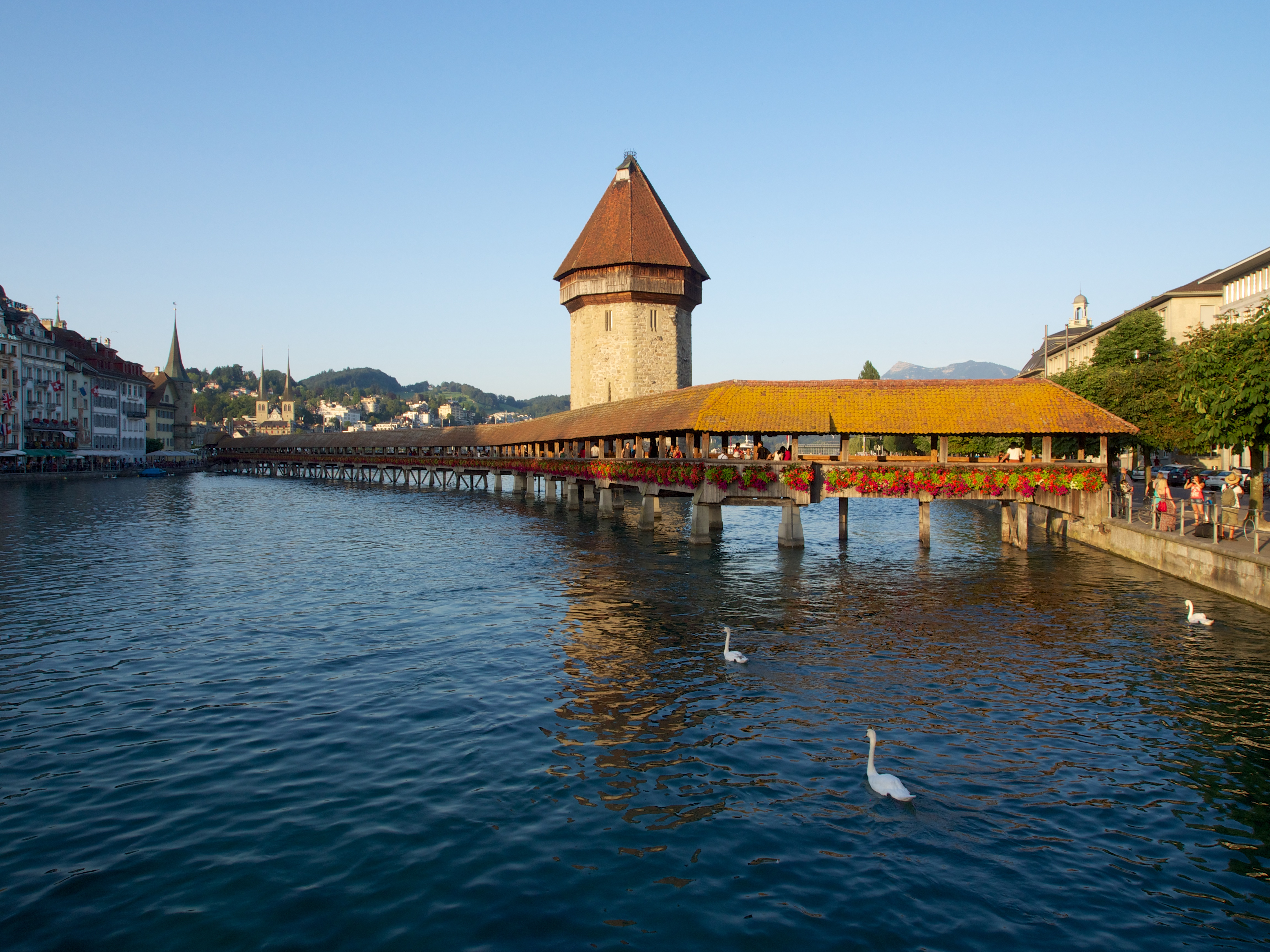
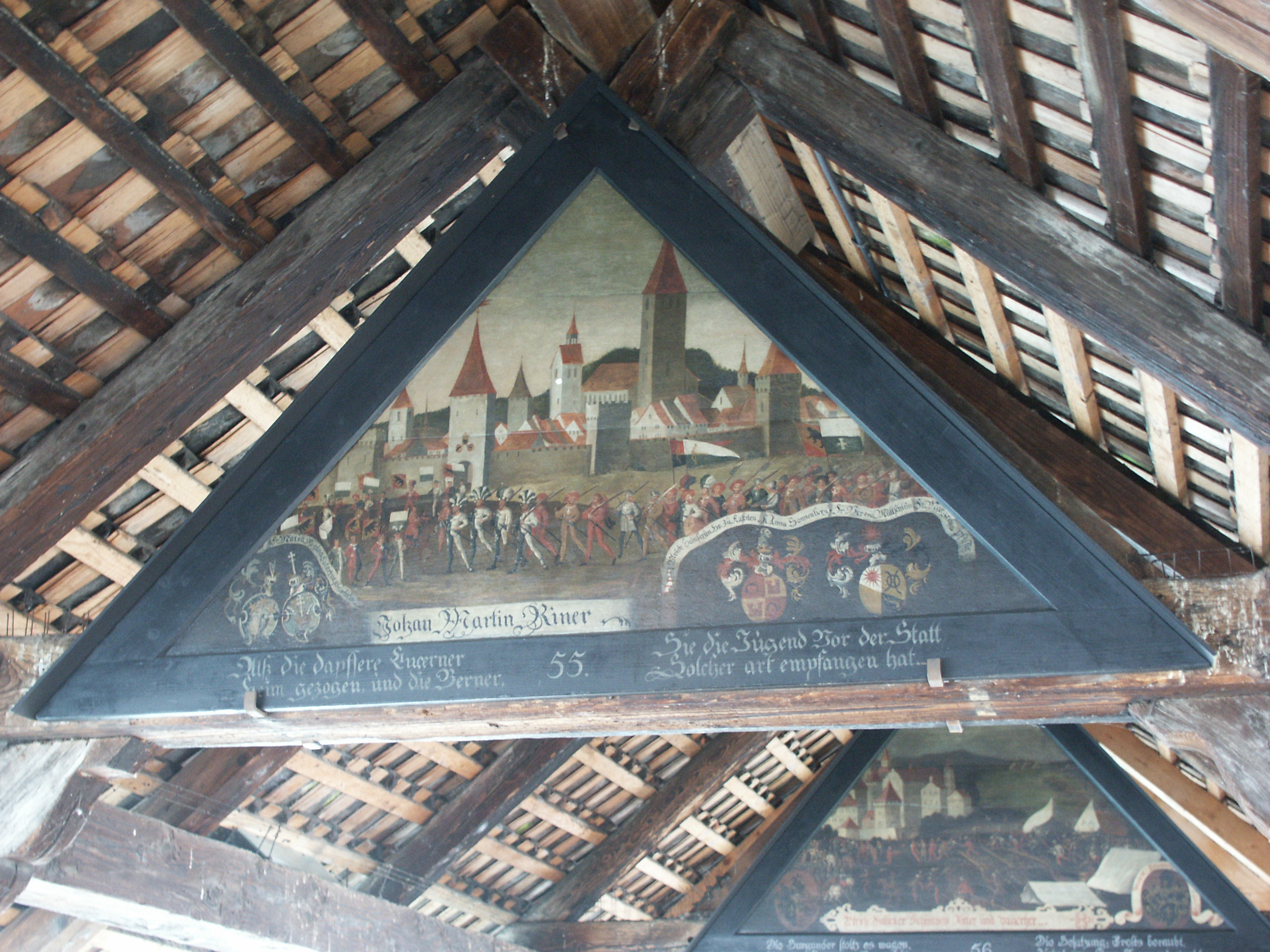
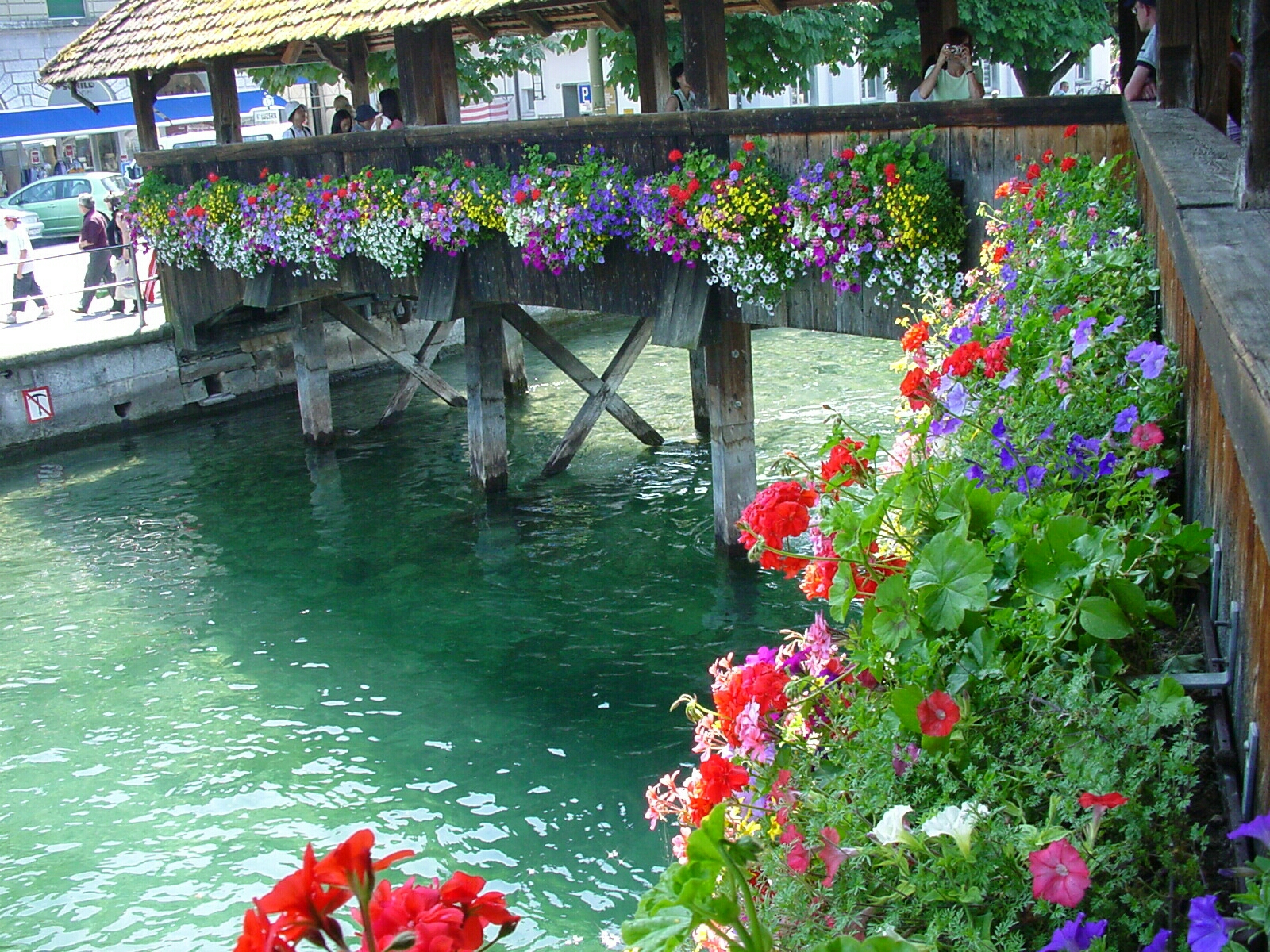